# 单花红丝线
单花红丝线（学名：Lycianthes lysimachioides）为茄科红丝线属下的一个种。

## 扩展阅读
- 維基物種上的相關：单花红丝线